# Liste der Flugplätze auf den Fidschi-Inseln

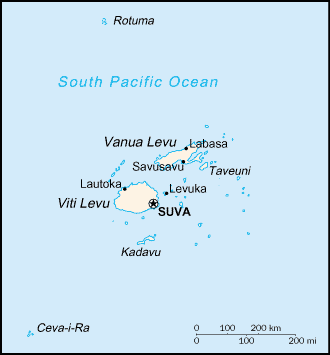
Karte der Fidschi-Inseln

Die Liste der Flughäfen auf den Fidschi-Inseln zeigt die Flughäfen und Flugplätze von den Fidschi-Inseln, geordnet nach Orten.
Namen in Fettschrift zeigen regelmäßigen Linienverkehr an.

## Internationale Flughäfen
| Ort                       | Provinz          | ICAO-Code | IATA-Code | Name des Flughafens           | Koordinaten                   |
| ------------------------- | ---------------- | --------- | --------- | ----------------------------- | ----------------------------- |
| Nadi, Viti Levu           | Viti-Levu-Gruppe | NFFN      | NAN       | Nadi International Airport    | 17° 45′ 19″ N, 177° 26′ 36″ O |
| Nausori / Suva, Viti Levu | Viti-Levu-Gruppe | NFNA      | SUV       | Nausori International Airport | 18° 2′ 36″ N, 178° 33′ 33″ O  |

## Regionalflugplätze
Namen in Fettschrift werden im Linienflugverkehr von kommerziellen Fluggesellschaften bedient.
| Ort                                | Provinz          | ICAO-Code | IATA-Code | Name des Flughafens                 | Koordinaten                   |
| ---------------------------------- | ---------------- | --------- | --------- | ----------------------------------- | ----------------------------- |
| Ba, Viti Levu                      | Viti-Levu-Gruppe | NFFA      | BFJ       | Ba Airport                          | 17° 32′ 6″ N, 177° 40′ 51″ O  |
| Bua, Vanua Levu                    | Vanua Levu Group | NFNU      | BVF       | Dama Airport                        | 16° 51′ 35″ N, 178° 37′ 21″ O |
| Castaway Island (Qalito)           | Mamanuca-Inseln  | NFCS      | CST       | Castaway Island Airport             | 17° 44′ 6″ N, 177° 7′ 45″ O   |
| Cicia                              | Lau Islands      | NFCI      | ICI       | Cicia Airport                       | 17° 44′ 35″ N, 179° 20′ 31″ O |
| Gau                                | Lomaiviti        | NFNG      | NGI       | Gau Airport                         | 18° 6′ 56″ N, 179° 20′ 23″ O  |
| Kaibu                              | Lau Islands      | NFKB      |           | Kaibu Airport                       | 17° 15′ 48″ N, 179° 29′ 19″ O |
| Koro                               | Lomaiviti        | NFNO      | KXF       | Koro Airport                        | 17° 20′ 45″ N, 179° 25′ 0″ O  |
| Labasa, Vanua Levu                 | Vanua Levu Group | NFNL      | LBS       | Labasa Airport                      | 16° 20′ 0″ N, 179° 20′ 23″ O  |
| Lakeba                             | Lau Islands      | NFNK      | LKB       | Lakeba Airport                      | 18° 11′ 57″ N, 178° 49′ 1″ O  |
| Laucala                            | Viti-Levu-Gruppe | NFNH      | LUC       | Laucala Airport                     | 16° 44′ 53″ N, 179° 40′ 1″ O  |
| Levuka / Bureta, Ovalau            | Lomaiviti        | NFNB      | LEV       | Levuka Airfield                     | 17° 42′ 40″ N, 179° 45′ 31″ O |
| Malolo Lailai (Malololailai)       | Mamanuca-Inseln  | NFFO      | PTF       | Malolo Lailai Airport               | 17° 46′ 59″ N, 177° 12′ 59″ O |
| Mana                               | Mamanuca-Inseln  | NFMA      | MNF       | Mana Island Airport                 | 17° 40′ 23″ N, 177° 5′ 54″ O  |
| Matei, Taveuni                     | Vanua Levu Group | NFNM      | TVU       | Matei Airport                       | 16° 41′ 26″ N, 179° 52′ 37″ O |
| Moala                              | Lau Islands      | NFMO      | MFJ       | Moala Airport                       | 18° 34′ 1″ N, 179° 57′ 4″ O   |
| Ono-i-Lau                          | Lau Islands      | NFOL      | ONU       | Ono-i-Lau Airport                   | 20° 39′ 32″ N, 179° 44′ 27″ O |
| Pacific Harbour / Deuba, Viti Levu | Viti-Levu-Gruppe | NFND      | PHR       | Pacific Harbour/Deuba Seaplane Base | 18° 14′ 24″ N, 178° 3′ 36″ O  |
| Rabi                               | Vanua Levu Group | NFFR      | RBI       | Rabi Airport                        | 19° 1′ 48″ N, 179° 25′ 0″ O   |
| Rotuma                             | Rotuma           | NFNR      | RTA       | Rotuma Airport                      | 12° 28′ 57″ N, 177° 4′ 16″ O  |
| Savusavu, Vanua Levu               | Vanua Levu Group | NFNS      | SVU       | Savusavu Airport                    | 16° 48′ 10″ N, 179° 20′ 26″ O |
| Vanua Balavu (Vanuabalavu)         | Lau Islands      | NFVB      | VBV       | Vanuabalavu Airport                 | 17° 14′ 41″ N, 178° 57′ 33″ O |
| Vatukoula, Viti Levu               | Viti-Levu-Gruppe | NFNV      | VAU       | Vatukoula Airport                   | 17° 45′ 19″ N, 177° 26′ 34″ O |
| Vatulele                           | Viti-Levu-Gruppe | NFVL      | VTF       | Vatulele Airport                    | 18° 30′ 41″ S, 177° 38′ 15″ O |
| Vunisea (Namalata), Kadavu         | Kadavu Group     | NFKD      | KDV       | Vunisea Airport                     | 19° 3′ 29″ S, 178° 9′ 25″ O   |
| Wakaya                             | Lomaiviti        | NFNW      | KAY       | Wakaya Airport                      | 17° 37′ 42″ N, 179° 0′ 36″ O  |
| Yasawa                             | Yasawa-Inseln    | NFSW      | YAS       | Yasawa Island Airport               | 16° 45′ 32″ N, 177° 32′ 44″ O |